# Aschehoug (släkt)
Aschehoug är en norsk släkt.
Släktens äldste kände stamfader är Jacob Nielsen Smebøl, vars sonson Halvor Baltzersen (1726-1792), länsman i Aas, genom giftermål med Gulbjørg Thorkildsdatter kom i besittning av gården Askehaug i Nordby. Deras son var präst i Rakkestad, Thorkild Halvorsen Aschehoug (1756-1838).

## Medlemmar
- Torkel Halvorsen Aschehoug (1822-1909), professor